# 金禹昌
金 禹昌（キム・ウチャン、1937年12月17日 - ）、は韓国の文学者。高麗大学校名誉教授、大韓民国芸術院会員。
1937年、全羅南道咸平郡で生まれる。ソウル大学校英文科を卒業後、米国コーネル大学て英文学修士号、ハーバード大学で米国文明史に関する論文で博士号を取得した。ソウル大学校英文科教授、高麗大学校英文科教授、高麗大学校大学院長を歴任し、現在高麗大学校名誉教授。
英文学者、公共知識人、文明批評家、文化史家、文学理論家、評論家、哲学者として、人文、社会、自然科学にまでいたる統合的理解、予想もつかないほど幅広く奥深い思想で、韓国人文学の巨匠と呼ばれている。

## 略歴
1965年、月刊総合雑誌の「新東亜」に『存在の認識と感受性の尊重』を発表し、1966年には季刊文芸誌の「創作と批評」に『感性と批評』を発表して、本格的に文壇デビューした。その後、韓国近代文学を個人と社会の関係の様相という側面から分析した『窮乏した時代の詩人』『個人と社会一日帝下の作家の状況』『韓国現代小説の形成』などを発表し、また現代の生き方を決定づける資本主義下での人間らしさを回復するための文学的方法について探索した『芸術家の良心と自由』『産業時代の文学』『具体的普遍性へー歴史と文学の関係についてのある考察』などを発表した。
評論集に『窮乏した時代の詩人』(1977、民音社)、『地上の尺度』(1981、民音社)がある。1993年に『窮乏した時代の詩人』と『地上の尺度』に、『詩人の宝石』、『法なき道』、『理想的な社会に向かって』を加えた『金禹昌全集』 (全5巻)が民音社から出版された。そして1992年には、図書出版ソルより評論選集『審美的理性の探求』が刊行されている。
金禹昌の評論活動は、主に資本主義という巨大なメカニズムによって規定される現代という時空間において、人聞が人間らしさを回復させる方法を探ることに集約される。彼は、現代を個人の主体性と社会の運営原理が分離し、人間の人間らしさが失われたばかりか、人間の理性が道具化、抑圧化、岐行化した時代だと語る。そのため彼は、人聞の人間らしさを回復するために個人と社会の調和を願い、この調和の媒介者としての文学に注目する。文学は、個人と社会、あるいは個別性と普通性が弁証法的に結びつくとき、その質を確保できる思惟の領域であるため、個人と社会の断絶もしくは不調和は、文学によって克服できる可能性が高いという認識からだ。
したがって、金禹昌は個別の作品を評価する基準として、その作品が個人と社会の調和という独自の特性をどのくらい具現しているのかという基準を設定し、これを「具体的普通性」という概念に方式化し、この「具体的普通性」に至るための手立てとして「審美的理性」の確立を提示する。彼のこのような評論活動は、文学と人間と社会を深く省察し、韓国の批評のレベルを高めることに貢献したという点で意義深い。のみならず、西洋で定立された多様な認識論を深く理解し、それをもとに韓国文学を解釈することで、韓国文学の特殊な認識論的構造を解明するのに重要な基礎を築いたという点からも、その意義は大きい。

## 年譜
- 1963〜1974年　ソウル大学英文科専任講師
- 1969〜1970年　米国ニューヨーク州立大学バッファロー校研究員
- 1970〜1972年　米国ニューヨーク州立大学バッファロー校助教授
- 1974〜2002年　高麗大学校英語英文学科教授
- 1976〜1996年の世界の文学責任編集
- 1980〜1981年　米国ハーバード大学訪問研究員
- 1981年　ソウル文化芸術評論賞
- 1993年04月　東京大学交換教授
- 1993年08月 KBS非常任理事
- 1993年　第4回パルボン批評文学賞
- 1994年　第2回大山文学賞
- 1997年　第14回錦湖学術
- 1998年　高麗大学校学術
- 2000年　第1回ソウル国際文学フォーラム組織委員会委員長
- 2000年　第41回韓国百想出版文化賞著作賞
- 2000年11月〜2002年07月　高麗大学校大学院院長
- 2003年　緑藻グンジョンの装飾
- 2003年04月〜　高麗大学校名誉教授
- 2003年　大韓民国芸術院会員
- 2004年11月　フランクフルト国際図書展主賓国組織委員長
- 2005年　第2回ソウル国際文学フォーラム組織委員会委員長
- 2005年　第19回仁村賞
- 2008年　東アジアのフォーラム韓国委員会委員長
- 2008年02月〜　梨花女子大学校客員教授
- 2011年　第3回ソウル国際文学フォーラム組織委員会委員長

## 代表作品
- 『窮乏した時代の詩人』 (1977、民音杜)
- 『地上の尺度』 (1981、民音社)
- 『審美的理性の探求』 (1992、ソル)
- 『詩人の宝石』 (1993、民音社)
- 『法なき道』 (1993、民音社)
- 『理想的な社会に向かって』 (1993、民音社)
- 『L.e Roman Coreen』 (Paris、1998、Maisonneuve& Larose)
- 『政治と生の世界』 (2000、サムイン)
- 『風最と心(LANDSCAPE AND MIND) 』(2003、생각의 나무(考えの木))
- 『時代の流れに立って』(2005、생각의 나무(考えの木))
- 『時代と人間的な生』 (2007、생각의 나무(考えの木))
- 『3つの丸・心・イデア・知覚』 (2008、ハンギル社)
- 『省察』(2011、ハンギル社)
- 『奇異な考えの海て』 (2012、トルベゲ)
- (*地域の表記がない作品は全てソウルで発行されたもの)